# Assuania nigricollis
Assuania nigricollis är en tvåvingeart som först beskrevs av Becker 1913.  Assuania nigricollis ingår i släktet Assuania och familjen fritflugor.
Artens utbredningsområde är Etiopien. Inga underarter finns listade i Catalogue of Life.